# Костин, Андрей (футболист)
Андрей Костин (эст. Andrei Kostin; 12 ноября 1979, Фергана, Узбекская ССР) — эстонский футболист, опорный полузащитник и защитник.

## Биография
Начал играть на взрослом уровне в клубах северо-востока Эстонии — «Нарва-Транс» в высшем дивизионе и «Калев» (Силламяэ) во второй и первой лигах. В составе «Транса» в сезоне 1994/95 стал бронзовым призёром чемпионата, сыграв за сезон 3 матча.
Летом 1997 года перешёл в таллинский ТФМК, где выступал следующие десять лет, сыграв более 180 матчей в чемпионатах страны. Становился чемпионом Эстонии (2005), неоднократным призёром чемпионата, обладателем Кубка и Суперкубка Эстонии, участвовал в матчах еврокубков. В 2007 году перешёл в «Калев» (Силламяэ), с которым поднялся из первой лиги в высшую, затем играл в первой лиге за таллинский «Легион». В 2010 году присоединился к столичному клубу «Атлетик» (позднее — «Инфонет», «ФКИ Таллинн»), вышел вместе с командой из второй лиги в первую и в 2011 году стал серебряным призёром первой лиги. С 2012 года до конца карьеры играл только за резервные составы клуба.
Всего в высшем дивизионе Эстонии сыграл 212 матчей и забил 16 голов.

## Достижения
- Чемпион Эстонии: 2005
- Серебряный призер чемпионата Эстонии: 2001, 2003, 2004
- Бронзовый призёр чемпионата Эстонии: 1994/95, 2000, 2002
- Обладатель Кубка Эстонии: 2002/03, 2005/06
- Финалист Кубка Эстонии: 2003/04, 2004/05
- Обладатель Суперкубка Эстонии: 2005, 2006